# Sophie van Merenberg

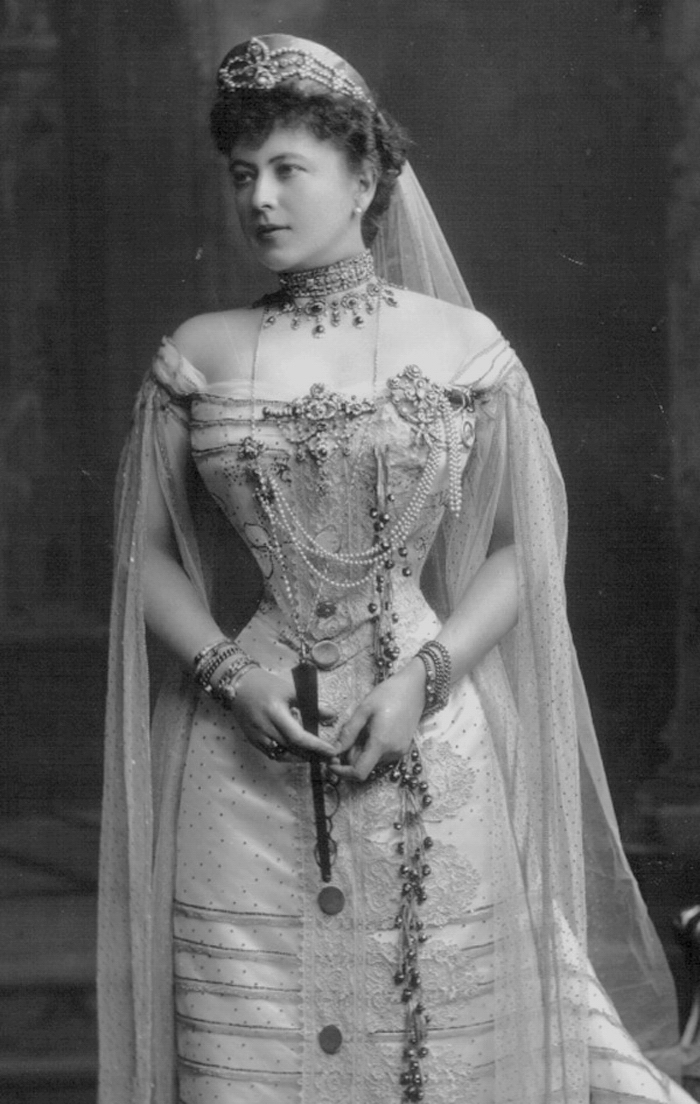
Sophie van Merenberg gravin van Torbay

Sophie Nikolaievna van Merenberg gravin van Torby (Genève, 1 juni 1868 — Londen, 14 september 1927) was een adellijke dame, oudste dochter van Nicolaas Willem van Nassau en van Natalja Aleksandrovna Poesjkina. Haar moeder, een dochter van de Russische dichter Aleksandr Poesjkin, kreeg de titel van gravin van Merenberg toen ze in 1868 trouwde met prins Nicolaas Willem van Nassau (1832-1905).
Zij probeerde in 1891 in Rusland met Michaël Michajlovitsj van Rusland, zoon van Michaël Nikolajevitsj van Rusland, een morganatisch huwelijk te sluiten. Toen dit niet mogelijk bleek, verliet Michaël zijn vaderland. Op 10 maart 1891 werd in San Remo, Italië, alsnog een morganatisch huwelijk tussen de twee gesloten. Sophie kreeg in ditzelfde jaar de titel “Gravin van Torbay” door haar oom Adolf, groothertog van Luxemburg; deze titel werd doorgegeven aan haar drie kinderen. Het paar heeft nooit geprobeerd terug te keren naar Rusland.
Uit het huwelijk werden drie kinderen geboren:
- Anastasia “Zia” (9 september 1892 - 7 december 1977). Zij trouwde in 1917 met Harold Augustus Wernher Baronet van Luton Hoo van 1948 tot 1973 (16 januari 1893 - 30 juni 1973).
- Nadezhda “Nada” (28 maart 1896 - 22 januari 1963). Zij trouwde op 15 november 1916 met George Mountbatten (6 december 1892 - 8 april 1938). Hij was een zoon van Lodewijk Alexander van Battenberg.
- Michaël (1898-1959) graaf de Torby

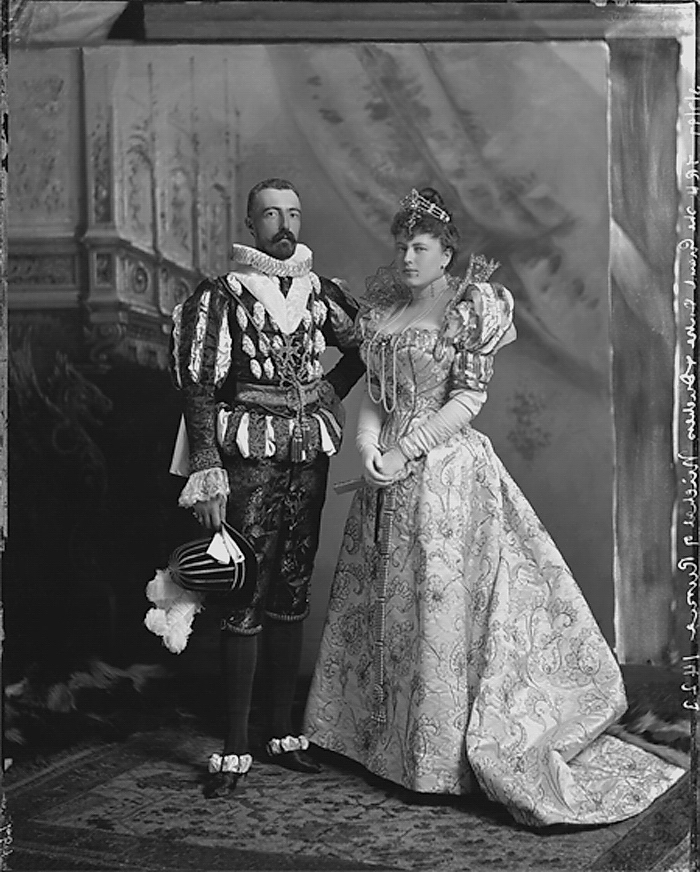
Michaël Michajlovitsj van Rusland Sophie van Merenberg gravin van Torby (1897)
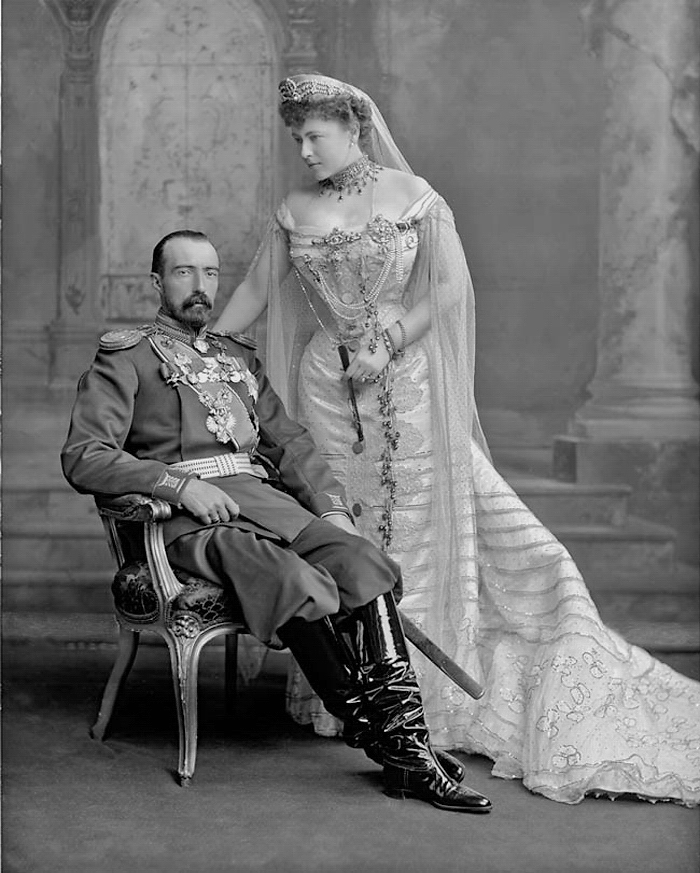
Michaël Michajlovitsj van Rusland Sophie van Merenberg gravin van Torby (1902)